# Illa urbana

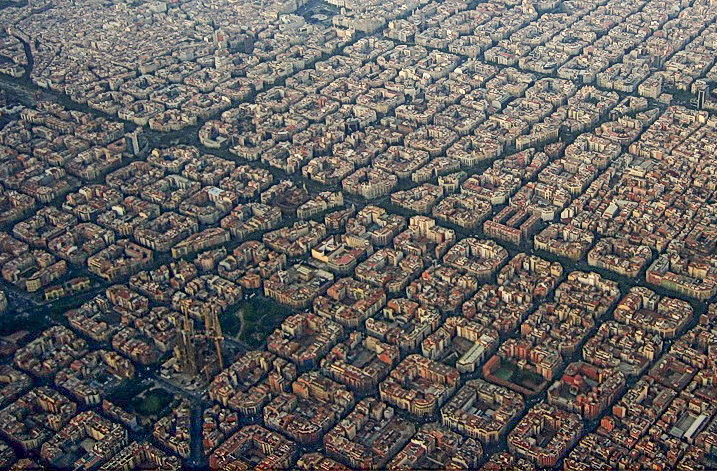
Mansanes a la trama urbana de Barcelona

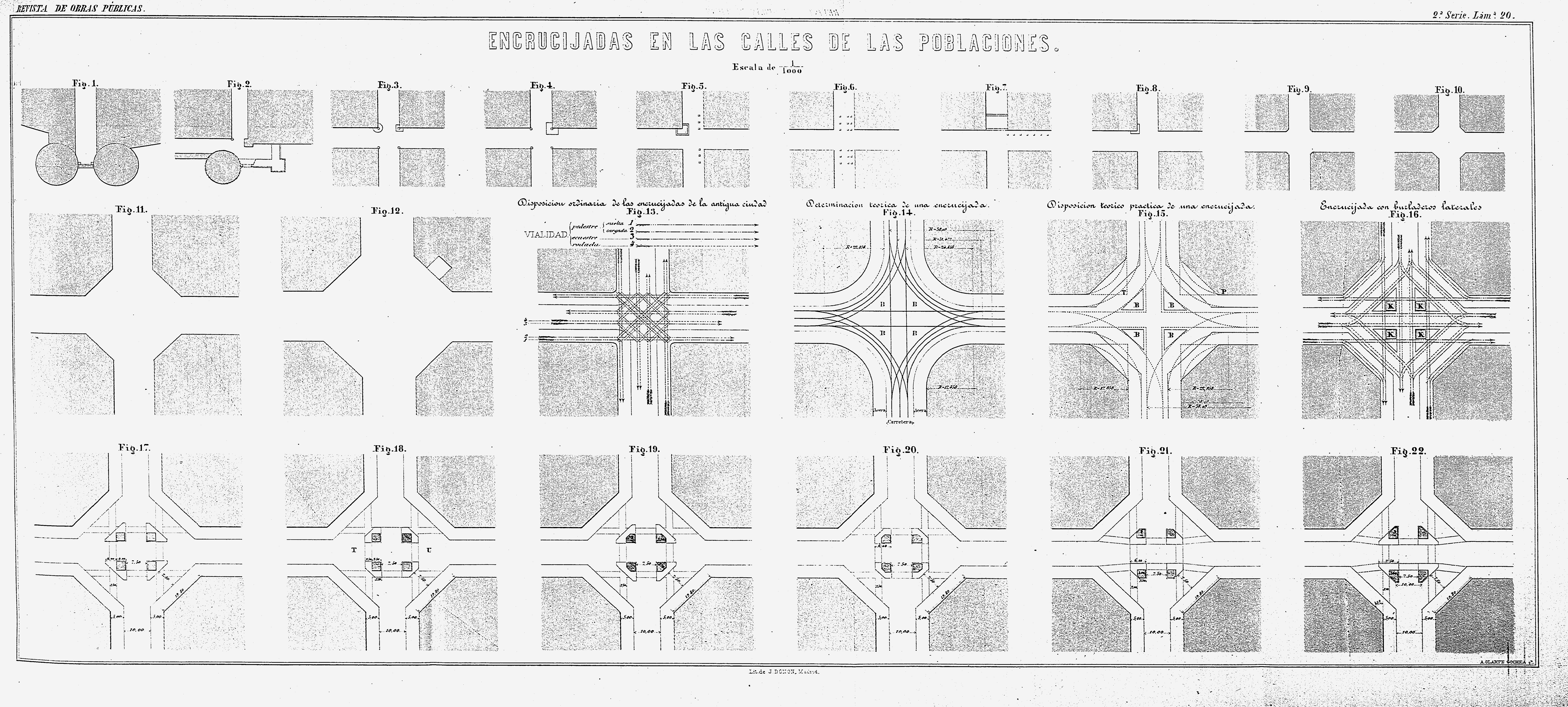
Diagrama de les «intervies» dissenyades per Cerdà dins del seu pla

Una illa de cases o illa urbana és un conjunt d'edificis que constitueixen una unitat dins una ciutat. Es pot tractar d'una o diverses cases envoltades de trams viaris o de canals com a Annecy o Venècia.
A Nova York, Manhattan es caracteritza per una xarxa de carrers i d'avingudes que delimiten de manera rigorosa les illes (blocks) tots idèntics, de 60 metres d'amplada i de 140 de llargada. Aquest sistema va ser establert per una Comissió el 1811 per tal d'arreglar racionalment la urbanització de la ciutat.
A Tòquio, cada illa porta un número al si d'un barri. Aquest número forma part de l'adreça postal de les cases que el constitueixen.

## Etimologia
L'ús de la paraula illa prové del concepte de grup de cases «aïllades» que aplicaven els romans quan les anomenaven domuum insula. En francès (îlot urbain), italià (isolato) i en català es fa servir aquest origen. Molts altres idiomes (anglès, holandès, polonès, portuguès,..) fan servir el concepte «bloc» o «bloc urbà».
Ildefons Cerdà va defensar que mansana és una denominació catalana derivada de manso que al seu cop prové del llatí mansio, -onis ('habitació', 'casa'), però no ve al diccionari normatiu català, ja que segons Joan Coromines i Vigneaux és un castellanisme. A l'edat mitjana, s'anomenava manso a les cases de camp que en època romana es denominaven «vil·la».
Com a evolució de la mateixa arrel romànica en les zones de parla catalana, aquestes cases pairals també s'anomenaven «masos», o «mas» en singular, mentre que una agrupació aïllada de cases s'anomenava «maçana» o «massana», o el seu diminutiu «maçanet», noms que trobem en diferents poblacions a Catalunya. A les zones de parla castellana, l'agrupació de diverses cases al voltant dels manso, se la va anomenar mansana. De la mateixa forma, el diminutiu referit a un manso petit es coneixia per mansilla. A Espanya hi ha diversos pobles amb aquesta denominació (Mansilla Mayor, Mansilla de la Sierra…).,
Segons la interpretació de Cerdà, l'accepció castellana manzana era una castellanització del mansana català que es va popularitzar a Catalunya a partir del segle xviii fins a arribar a desplaçar l'expressió original.
Al seu Tratado General de la Urbanización de 1867, Ildefons Cerdà dedica dues pàgines a la justificació etimològica del terme raonant la nul·la relació de la paraula manzana ni amb el fruit ni amb res que ho relacioni amb la seva forma, demostrant que es tracta d'una pura derivació de la forma escrita.
Cerdà, que per raons del seu temps escrivia en castellà, intenta introduir un neologisme per a evitar aquesta discussió, anomenant-les «intervies», sense massa èxit en la seva implantació.
Amb tot, «mansana» no és una paraula recollida al diccionari normatiu tot i els intents fets des del món de l'arquitectura i de l'acceptació dins d'alguns llibres d'estil de mitjans escrits,
encara que la paraula massana, o bé maçana, podria tenir un origen etimològic més adient que mansana.
Tota l'explicació anterior està basada en el poc coneixement etimològic del català d'Ildefons Cerdà i, per tant, no té cap base per ser acceptada. Maçana o mançana prové del llatí mattiāna, com el castellà manzana, i aquesta paraula prové del nom llatí de la poma mala mattiana, del nom del tractadista Caius Matius Calvena. El neologisme de Cerdà va ser molt popular a Madrid i la paraula castellana manzana a partir de Cerdà va reemplaçar l'anterior isla com a nou nom per a les illes urbanes, ús que encara continua vigent. D'altra banda, els topònims catalans tipus maçana o maçanet signifiquen poma i indiquen la presència d'un pomerar.

## Pla de quadrícula
A la majoria de les ciutats del nou món que van ser planificades, en lloc de desenvolupar-se gradualment durant un llarg període, els carrers es tracen típicament en un pla de quadrícula, de manera que les pomes de la ciutat són quadrades o rectangulars. Usant el principi de desenvolupament de bloc perimetral, els blocs de la ciutat es desenvolupen de manera que els edificis estiguin ubicats al llarg del perímetre del bloc, amb entrades que donen al carrer, i espais de patis semiprivats a la part posterior dels edificis. Aquest acord està destinat a proporcionar una bona interacció social entre les persones.
Atès que l'espaiat dels carrers als plans de quadrícula varia tant entre ciutats, o fins i tot dins de les ciutats, és difícil generalitzar sobre la mida d'una poma. Els blocs oblongs varien considerablement en ample i llarg. El bloc estàndard a Manhattan és d'aproximadament 80 × 274 m. A Chicago, una quadra típica de la ciutat és 100 × 200 m, el que significa que 16 quadres d'est a oest o 8 quadres de nord a sud mesuren una milla, el que ha estat adoptat per altres ciutats dels EUA En gran part dels Estats Units i Canadà, les direccions segueixen un sistema de numeració de bloc i lot, en què a cada bloc d'un carrer se li assignen 100 números d'edifici. Els blocs al centre de Melbourne, Austràlia, també són 100 m × 200 m, format en dividir els blocs quadrats en una quadrícula original amb un carrer estret al mig.
Moltes ciutats del vell món han crescut per acumulació al llarg del temps en lloc de ser planificades des del principi. Per aquesta raó, un patró regular de blocs de ciutats uniformes, quadrats o rectangulars no és tan comú entre les ciutats europees, per exemple. Una excepció la representen aquelles ciutats que van ser fundades com a assentaments militars romans, i que sovint conserven el disseny de quadrícula original al voltant de dos eixos ortogonals principals. Un exemple notable és Torí, Itàlia. Seguint l'exemple de Filadèlfia, la ciutat de Nova York va adoptar el Pla dels Comissionats de 1811 per a un pla de quadrícula més extens. A mitjan segle xx, l'adopció del bloc rectilini uniforme es va esvair gairebé per complet i van prevaldre diferents dissenys, amb blocs de grandària aleatòria i curvilinis o no ortogonals i els patrons de carrers corresponents.

## Variacions d'estructura
El concepte d'illa pot generalitzar-se com a superilla o subilla.

### Superilla
Amb el nom de superilla s'ha batejat l'agrupació d'illes urbanes habilitades de tal manera que es transfereixi espai abans dedicat als automòbils als vianants.

#### Superilles a Barcelona
A Barcelona el govern de Barcelona en Comú encapçalat per Ada Colau i Ballano va començar a experimentar el setembre del 2016 al barri del Poblenou. Setmanes després de la posada en marxa alguns grups de veïns han mostrat llur desacord pel projecte en si o com s'ha executat, que troba resistència en els antics caps de urbanisme de la ciutat. La política de pacificació de carrers basada en superilles i eixos verds va causar més dificultats per a cotxes i motos, l’augment del trànsit als carrers adjacents, la pujada de preus de l'habitatge i la gentrificació als carrers afectats, on a més, van sorgir problemes d’incivisme.

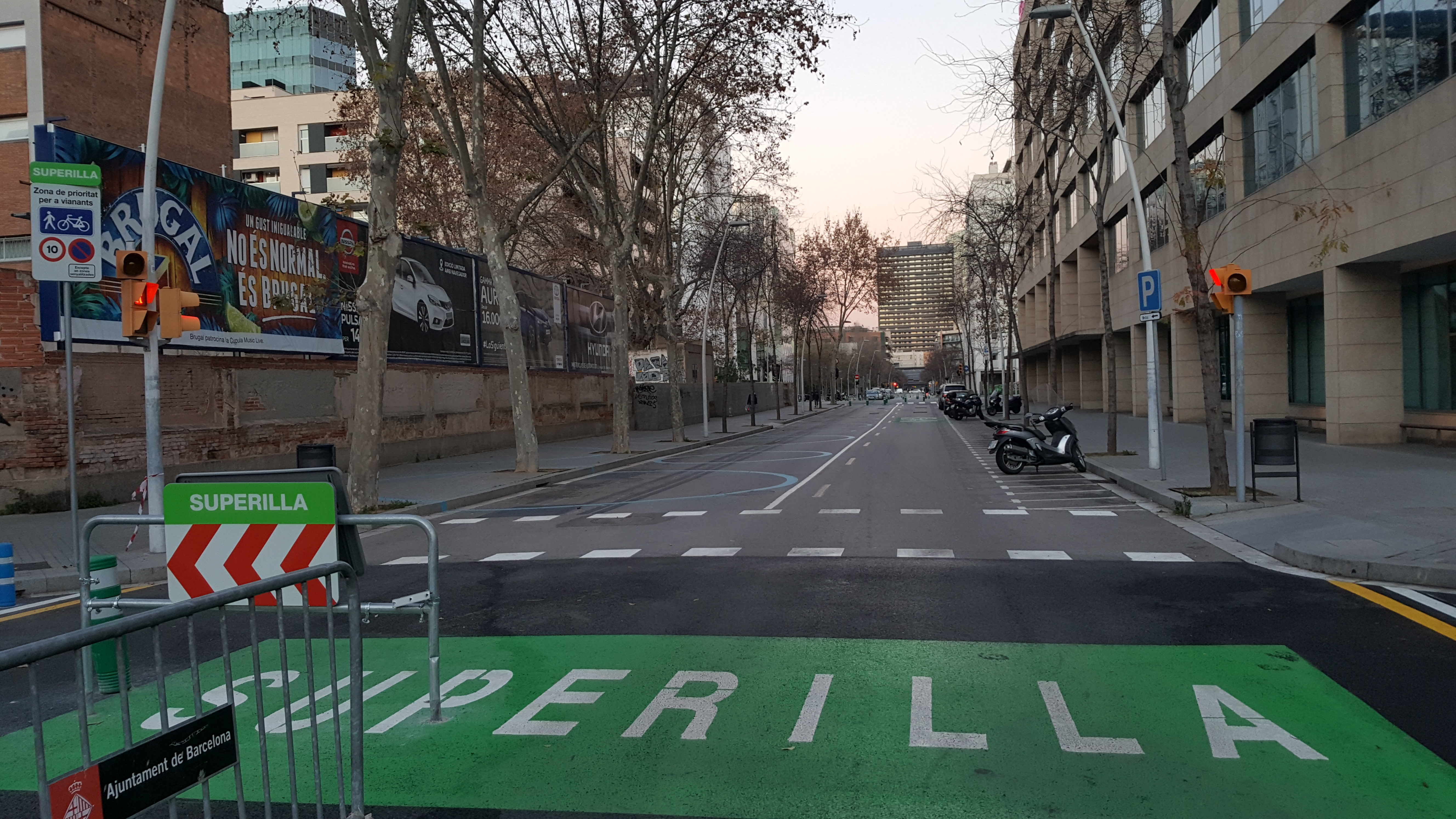
Superilla del Poblenou - Entrada del Carrer de Sancho de Ávila
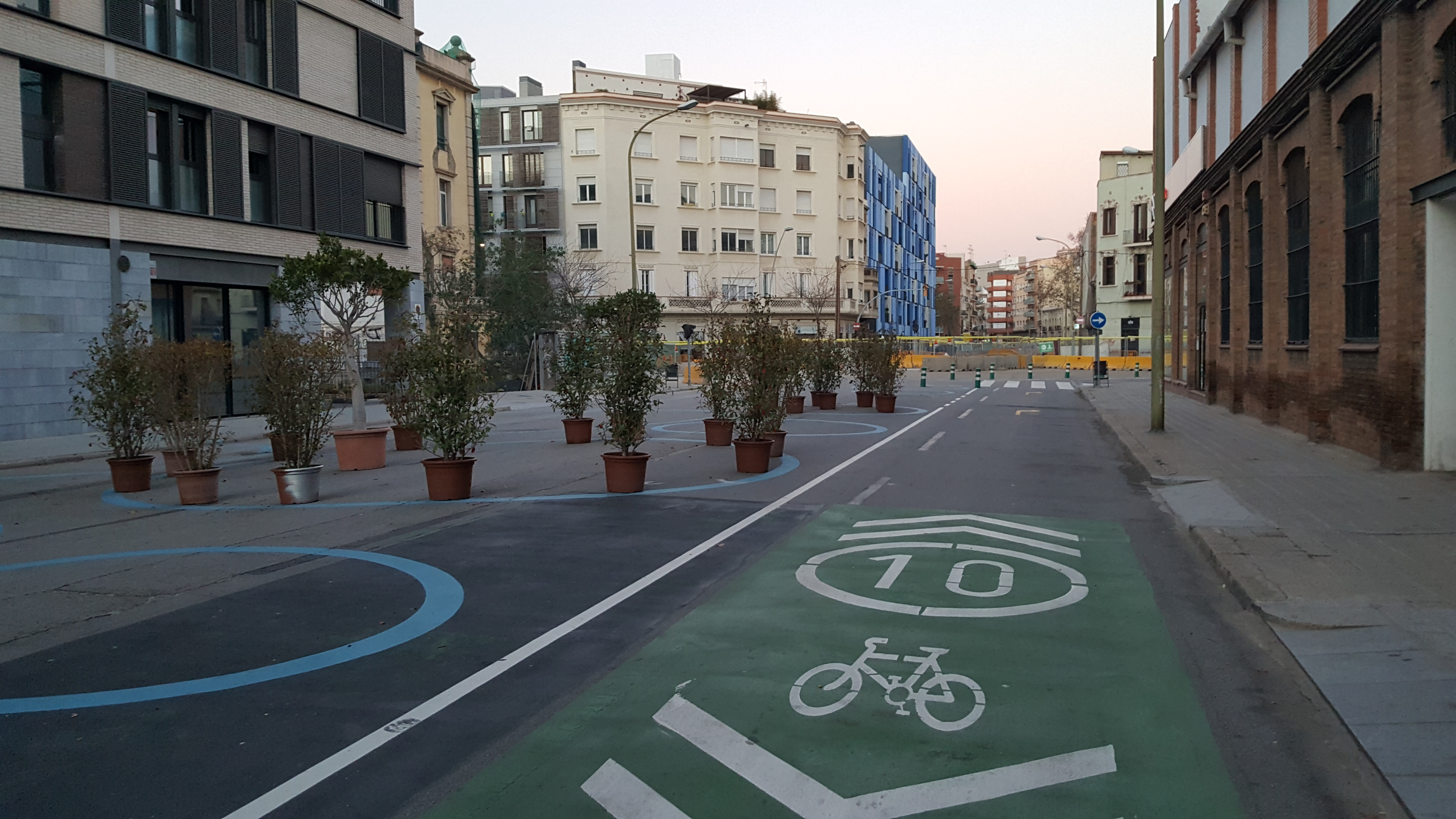
Superilla del Poblenou - Carrer Almogàvers
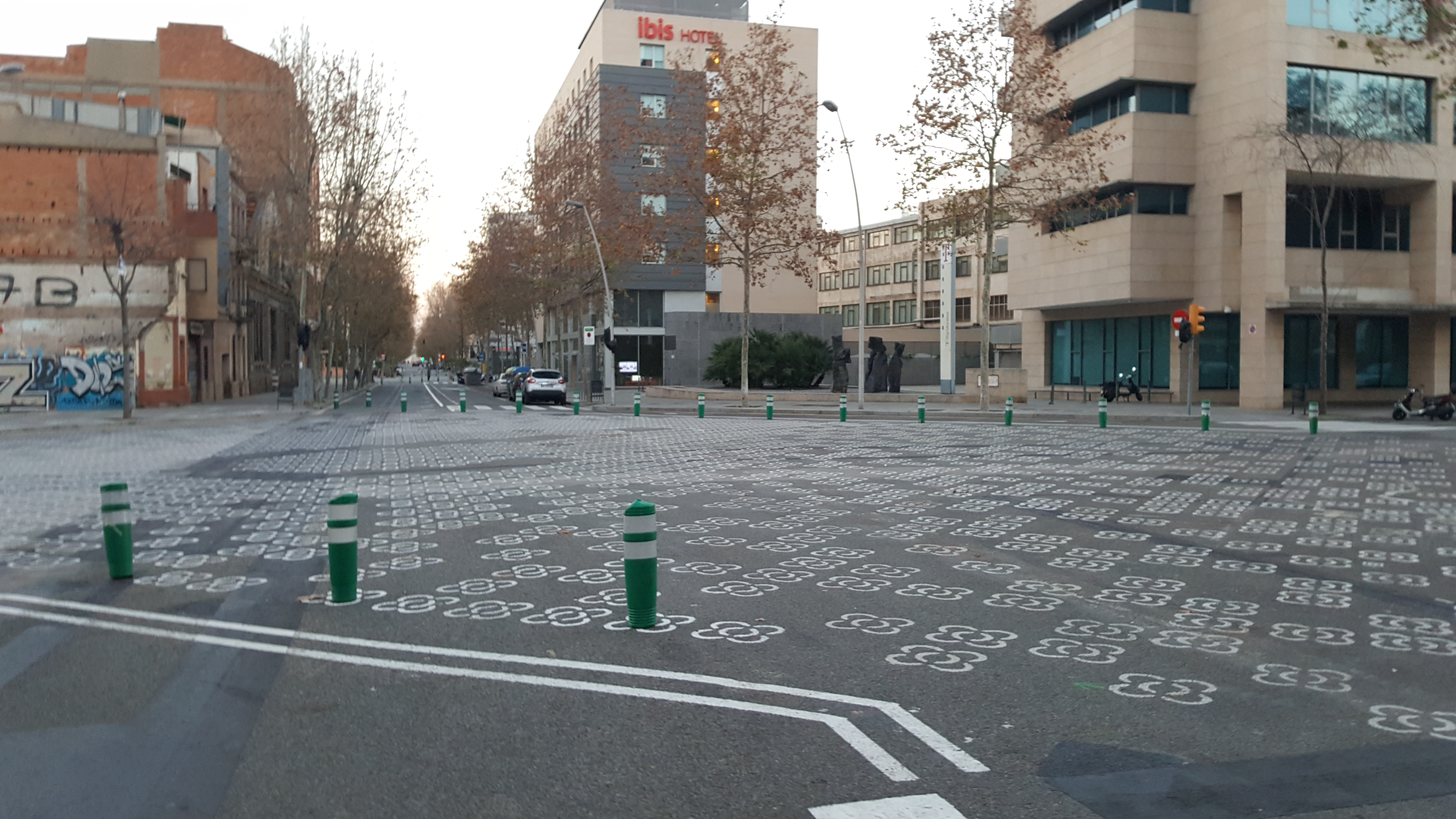
Superilla del Poblenou - Cruïlla Llacuna - Pallars
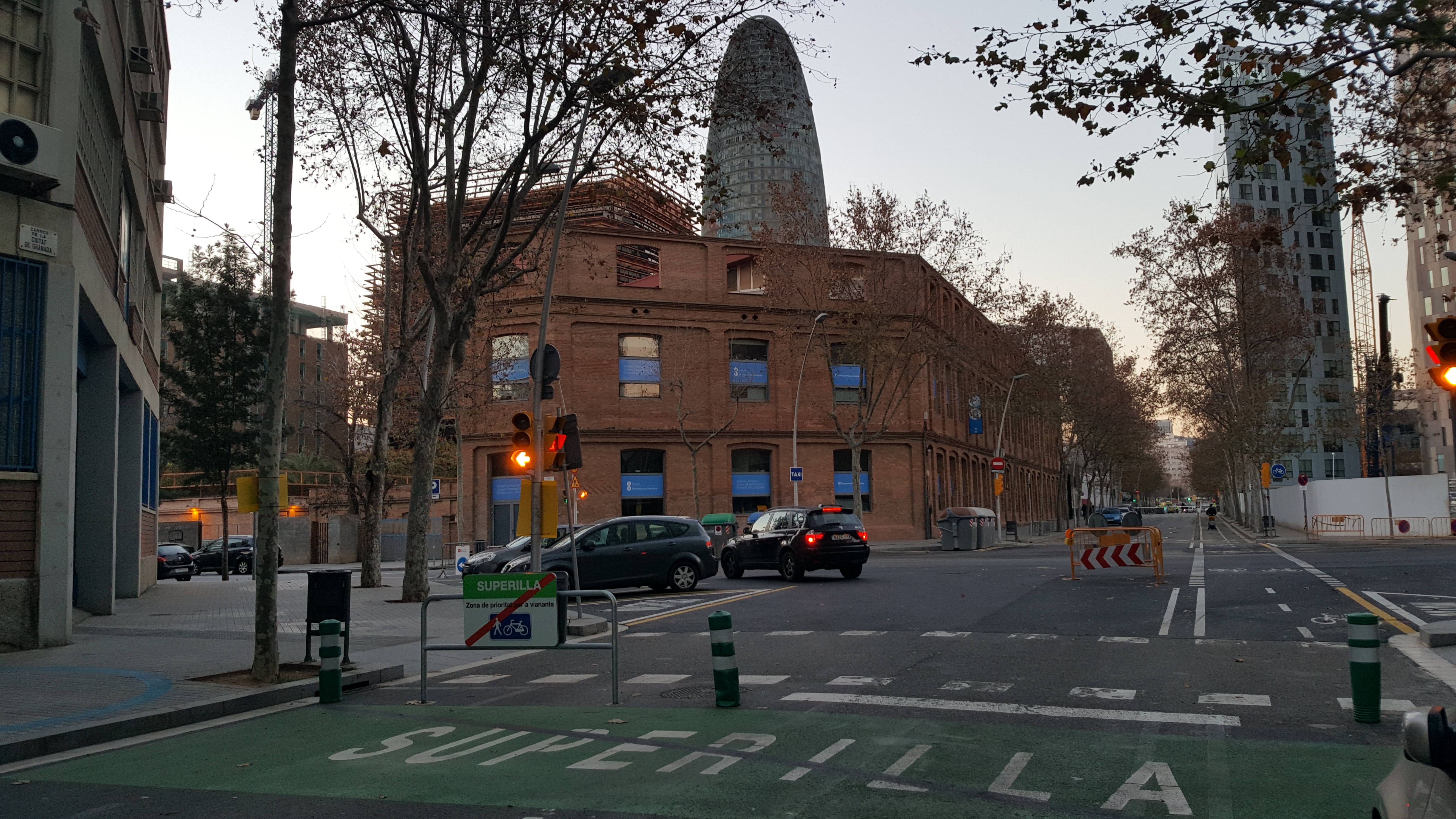
Superilla del Poblenou - Sortida pel Carrer de la Ciutat de Granada

#### Superilles al Japó
Les superilles han estat la manera predominant de planificació de l'ús del sòl urbà al Japó, fins i tot descrivint-se com el sine qua non del disseny urbà japonès", present a totes les ciutats mitjanes i grans del Japó en major o menor grau. Les ciutats s'organitzen típicament al voltant d'un sistema d'artèries viàries amples, que sovint s'aproximen a una quadrícula i estan flanquejades per voreres generoses, i una xarxa ortogonal de carrers interns estrets, que normalment funcionen com a zones compartides sense voreres. El disseny del pla de quadrícula de ciutats japoneses com Kyoto i Nara es remunta al segle viii, que al seu torn es va derivar dels models de quadrícula xinesos. El sistema de superilles es va crear principalment entre principis i mitjans del segle xx mitjançant l'ampliació física de les carreteres arterials, superposant l'estructura de la superxarxa i la superilla en un sentit físic. Això contrasta amb el model de Barcelona on el model de superilla es va imposar a través del canvi de senyalització de trànsit en lloc de l'ampliació física dels carrers. A més, contrasten amb els models autocèntrics occidentals descrits anteriorment, ja que generalment es caracteritzen per xarxes de carrers altament transitables a peu i amb bicicleta, que presenten un desenvolupament d'ús mixt d'alta densitat i estan recolzades per un sistema de transport públic altament efectiu i eficient.
Com a resultat en gran part dels controls de planificació que vinculen l'alçada dels edificis amb l'amplada del carrer, les superilles japoneses es caracteritzen típicament per una 'capa dura' d'edificis alts amb usos comercials al llarg de les carreteres principals del perímetre, amb un rovell tou d'ús residencial de poca alçada al centre.
També es pot analitzar l'estructura espacial de les superilles, segons una taxonomia detallada per Barrie Shelton, a través de la classificació de les carreteres com a 'globals', sent les carreteres arterials les que permeten el viatge a través de la ciutat, les carreteres 'locals', que brinden accés local als edificis dins de la superilla, i les carreteres 'glocals', que poden creuar tota la superilla, permetent a través dels viatges i, en molts casos, a les superilles veïnes. Tot i això, les carreteres glocals es diferencien de les carreteres globals en el fet que són estretes, tenen límits de velocitat més baixos i no formen part de l'estructura de la "superxarxa". Shelton també descriu les voreres de les artèries viàries globals funcionant com a carrers en si mateixes, o "carrers de vorera", que funcionen de manera similar als carrers locals.

### Subestructura

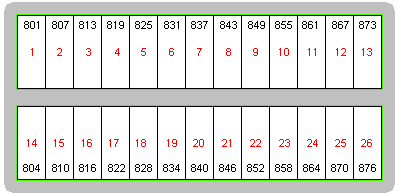
"Illes sense voreres", embolicades per la diminuta línia verda. Són, amb el carreró interior i les voreres, subestructures de l'illa.

En una perspectiva de geoprocessament, hi ha dues formes complementàries de modelar blocs de ciutats:
- amb voreres: utilitzant una representació geomètrica directa del concepte habitual d'illes de ciutats. No només les voreres, sinó també els carrerons interiors, els jardins comuns, etc. Algunes parts del carrer, com una via verda del carrer, aïllada i sense un lot relacionat, també es poden representar com una illa sense voreres.
- sense voreres: representat per polígon obtingut per la vora externa de la unió d'un conjunt de parcel·les tocants (il·lustració contigua).

Sempre una illa sense voreres està dins d'una illa amb voreres. La resta geomètrica d'una "illa sense voreres" d'una "illa amb voreres", conté la vorera, el carreró i qualsevol altra subestructura que no sigui de lot.

### Bloc perimetral

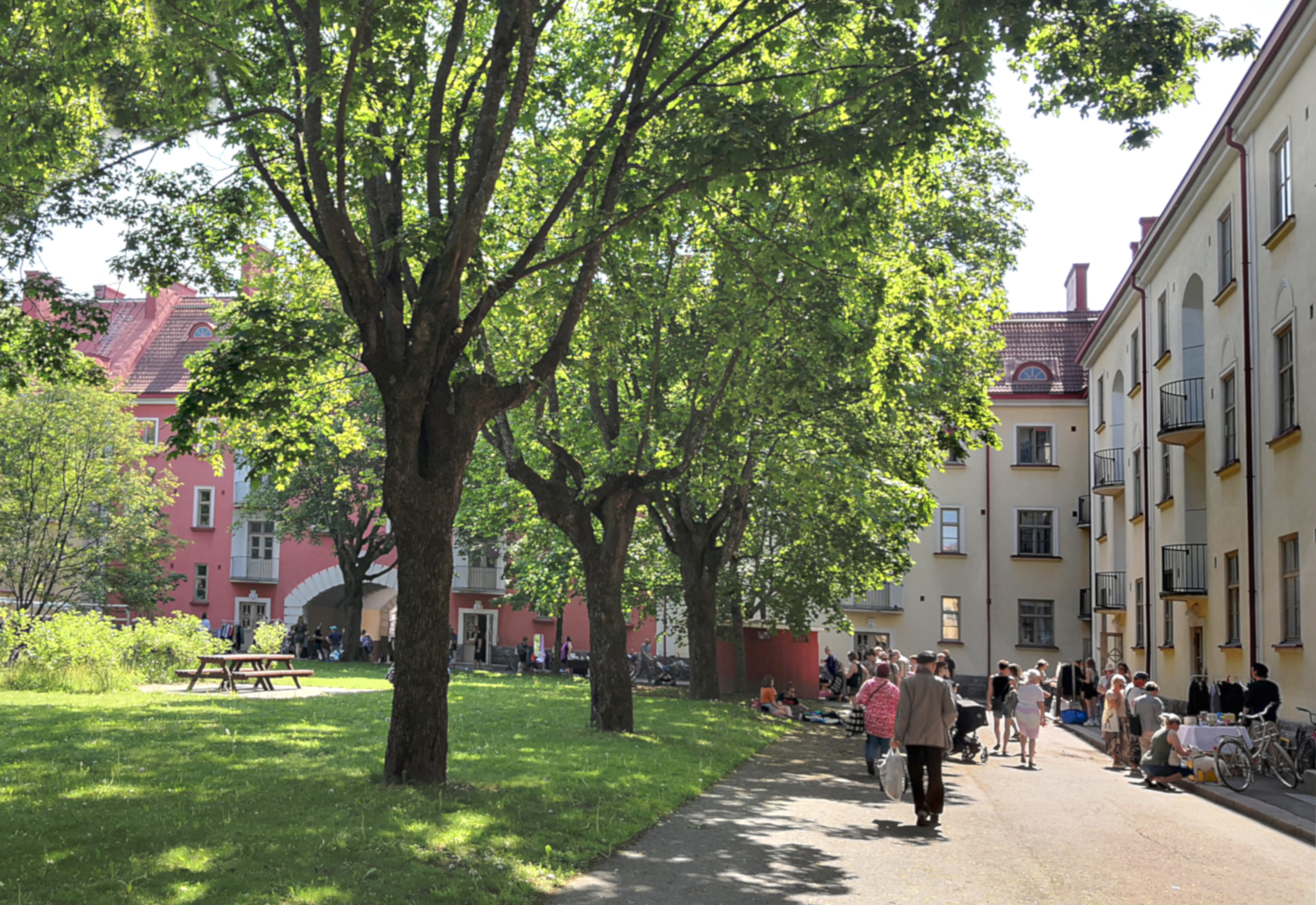
Interior del bloc perimetral Kone & Silta, Hèlsinki, anys 20

Una illa perimetral és un tipus d'illa que es construeix per tots els costats envoltant un espai central que és semiprivat. Poden contenir una barreja d'usos, amb funcions comercials o minoristes a la planta baixa. Els blocs perimetrals són un component clau de moltes ciutats europees i són una forma urbana que permet assolir densitats urbanes molt altes sense edificis de gran alçada.

### Per a més informació
- Jacobs, Jane (1961). The Death and Life of Great American Cities. Random House.